# Thermometer

Bimetaalthermometer

Een thermometer is een meetinstrument dat gebruikt wordt om temperaturen te meten.

## Types
Er zijn verschillende types thermometer in gebruik:
- Vloeistofthermometer - de werking berust op de uitzetting van een vloeistof bij stijgende temperatuur. De vloeistof bevindt zich in een glazen reservoir dat uitloopt in een dunne glazen buis waarin de vloeistof kan stijgen. Op een schaalverdeling naast de dunne buis wordt de temperatuur aangegeven. Een veel gebruikte thermometer is de kwikthermometer die berust op de uitzetting van kwik bij toevoer van warmte. In moderne thermometers wordt gekleurde alcohol gebruikt, maar ook andere organische vloeistoffen kunnen toegepast worden.
- De Galileo-thermometer, die werkt op basis van de Wet van Archimedes.
- Thermokoppel. Deze bestaat uit twee draden van verschillende metalen. Op het contactpunt ontstaat een elektrische spanning, die afhankelijk is van de temperatuur.
- Infraroodthermometer. Deze meet de infrarode straling van het object. Hoe heter het object, des te hoger is de frequentie van het uitgestraalde infrarood. Zie ook elektromagnetische straling.
- Thermistor. Dit is een elektrische weerstand waarvan de grootte toe- (positieve temperatuurcoëfficiënt) of afneemt (negatieve temperatuurcoëfficiënt) met stijgende temperatuur. Door na ijking de weerstand te meten komt men de temperatuur te weten. Thermistors worden in elektronische thermometers gebruikt.
- Koortsthermometers met kwik hebben een extra dun stukje capillair aan het begin van de stijgbuis, waardoor de kwikkolom bij het weer afkoelen afbreekt, zodat de bereikte maximale temperatuur blijft staan en kan worden afgelezen tot de thermometer wordt 'afgeslagen'. Het bereik van normale koortsthermometers is gering, van 35 tot 42 °C, maar de nauwkeurigheid groot.
- Thermometer van Six-Bellani, ofwel een minimum-maximumthermometer, waarmee dagelijkse minima en maxima kunnen worden gemeten.
- Bimetaalthermometer die gebruikmaakt van de verschillende uitzettingscoëfficiënt van twee strips metaal die op elkaar vast zijn gelast of gesoldeerd. Als de temperatuur verandert, trekt het bimetaal krom. Deze thermometers worden gebruikt in eenvoudige kamerthermostaten.
- Gasthermometer. Deze berust op de variaties van druk als een gas wordt verwarmd of afgekoeld. Als regel wordt waterstof, helium of stikstof gebruikt. Gasthermometers zijn de nauwkeurigste en gevoeligste thermometers, maar ze zijn moeilijk in het gebruik. Een gasthermometer wordt dan ook voornamelijk gebruikt om thermometers van andere typen te kalibreren.

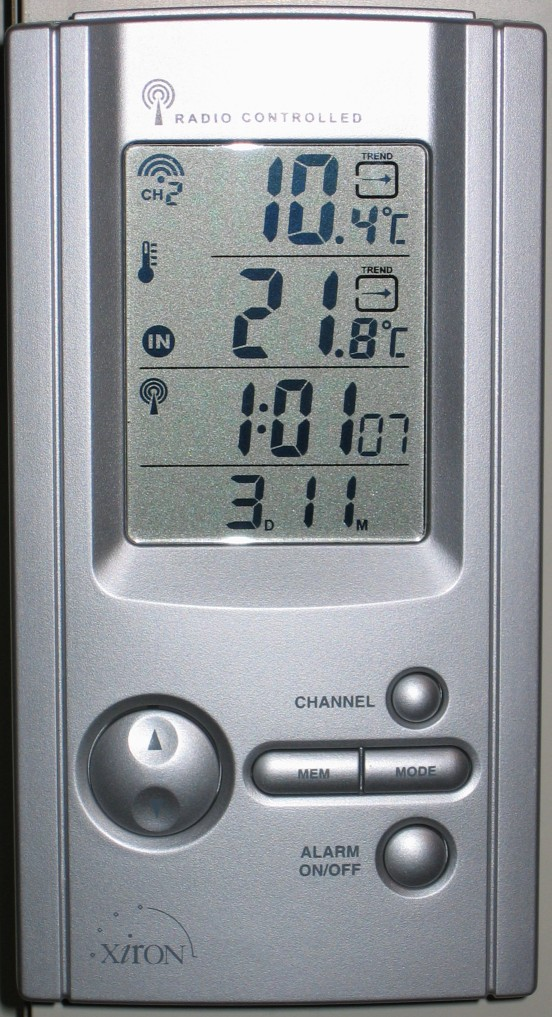
Elektronische thermometer

In principe kan elke fysische meetwaarde die temperatuurgevoelig is, worden gebruikt om een thermometer te maken. Aangezien bijna alle macroscopische effecten temperatuurgevoelig zijn, resulteert dit in een constatering die door Fokke Tuinstra, emeritus hoogleraar in Delft werd geformuleerd als: alles is een thermometer.

## Geschiedenis
Een van de eersten die temperaturen wilden meten met behulp van een temperatuurschaal was Galenus in circa 170.

## Thermoscoop
Een van de eerste instrumenten waarmee temperatuurmetingen werden uitgevoerd, is de thermoscoop. Het instrument is het prototype van een gasthermometer.

## Vloeistofthermometer

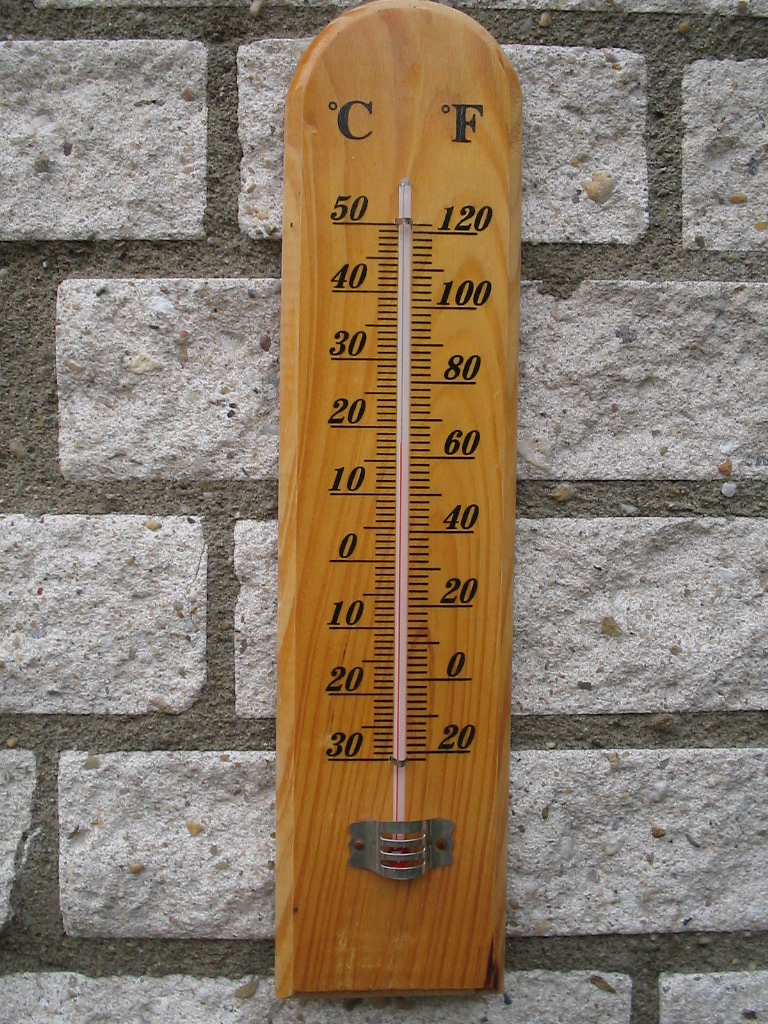
Buitenthermometer

Rond 1630 werd de vloeistofthermometer uitgevonden door de Franse arts Jean Rey. Daarmee worden veranderingen van de temperatuur aangegeven door middel van de thermische uitzetting van een vloeistof. Daniel Gabriel Fahrenheit vervolmaakte dit type thermometer in 1709 met een vloeistofthermometer op basis van alcohol. In 1724 gebruikte hij voor het eerst kwik. Het voordeel van kwik is dat de thermische uitzettingscoëfficiënt vrijwel constant is over een groot temperatuurbereik. Een kwikkolom is ook makkelijk af te lezen. Kwik blijft niet aan de glaswand hangen en heeft een groot temperatuurbereik. Kwik bevriest bij −38,9 °C en kookt pas bij 356,9 °C. De kwikthermometer heeft daarom voor huishoudelijk gebruik en voor de meeste (niet-Siberische) meteorologische doeleinden ruim voldoende bereik.
De hoogste temperatuur die met een vloeistofthermometer kan worden gemeten, wordt beperkt door de dampspanning van de vloeistof en de sterkte van de glazen buis waarin deze is opgesloten. In de praktijk betekent dit dat een kwikthermometer niet veel hoger dan 350 °C (het kookpunt van kwik) kan komen. Voor veel organische vloeistoffen geldt dat deze bij dat soort temperaturen niet stabiel zijn, zodat deze grens ook daar niet wordt overschreden.
De laagste temperatuur die met een vloeistofthermometer kan worden gemeten, wordt bepaald door het smeltpunt. Voor kwik is dat −39 °C, met alcohol kan −114 °C worden bereikt.
Experimenterend met materialen kunnen heel vreemde vloeistofthermometers worden gemaakt: als men een vloeistof met een lage uitzettingscoëfficiënt insluit in een buis met een hoge uitzettingscoëfficiënt, kan men hiermee zelfs een thermometer maken waarvan de vloeistofkolom daalt als de temperatuur stijgt.

## Schaal
De schaal voor thermometers is lang een discussiepunt geweest. Nog steeds worden er verschillende schalen gebruikt:
- Kelvin - De in het SI vastgestelde eenheid voor temperatuur. Het absolute nulpunt, de fysisch laagst mogelijke temperatuur, heeft op deze schaal de waarde 0. Smeltend ijs heeft een temperatuur van ongeveer 273,15 K (de exacte waarde is afhankelijk van de luchtdruk), het tripelpunt van water is per definitie 273,16 K. Hierdoor is een temperatuurinterval van 1 K gelijk aan een interval van 1 graad Celsius.
- Celsius - Door de Zweedse astronoom Anders Celsius in 1742 gedefinieerd met 0 graden als de temperatuur van bevriezend water en 100 graden als de temperatuur van kokend water. In 1744 werd deze schaal omgedraaid, wat resulteerde in de nu nog steeds gebruikte Celsiusschaal met 0 graden als smeltpunt van ijs.[1]
- Fahrenheit - Deze schaal is via een korte geschiedenis tot stand gekomen. In eerste instantie werd de minimumtemperatuur die in de tijd van Fahrenheit in het laboratorium kon worden geproduceerd (met een mengsel van ijs, water en zout; ongeveer −17,8 °C) als nulpunt gekozen, en de lichaamstemperatuur van een paard werd op 100 graden gesteld. In 1724 stelde Fahrenheit de schaal vast met als eerste ijkpunt de temperatuur van smeltend ijs: 32 graden, en als tweede de temperatuur van een gezond mens: 96 graden. Deze twee temperaturen liggen 64 eenheden (26) uit elkaar, waardoor het eenvoudig is de tussenliggende merktekens op de schaal te plaatsen (door zes maal halveren van de afstand). De schaal wordt nog steeds veel gebruikt in Engelstalige landen. Om Fahrenheit om te rekenen naar Celsius trekt men 32 graden van het geheel af, en deelt men het door 1,8 of vermenigvuldigt met 5/9 (bijvoorbeeld (100 °F - 32) / 1,8 = 37,77 °C).
- Réaumur - Deze loopt van 0 (smeltend ijs) tot 80 (kokend water).
- Rankine - Het absolute nulpunt is 0; het vriespunt van water is 491,7. Deze schaal verhoudt zich tot die van Fahrenheit zoals Kelvin zich tot Celsius verhoudt, dat wil zeggen dat temperatuurverschillen van 1 graad op beide schalen gelijk zijn.

## IJking
Thermometers moeten geijkt worden in de schaal waarvoor ze bedoeld zijn. Dat gebeurt aan de hand van referentietemperaturen of met een reeds geijkte referentiethermometer. Als het verschil tussen twee aanwijzingen evenredig is met de toename in temperatuur, kan volstaan worden met twee ijkpunten. 